# Wielersport op de Olympische Zomerspelen 2016 – keirin vrouwen
De keirin voor de vrouwen op de Olympische Zomerspelen 2016 vond plaats op zaterdag 13 augustus 2016. De Britse Victoria Pendleton won de gouden medaille in 2012 en verdedigde de olympische titel niet in Rio. In de series kwalificeerden de snelste twee wielrensters zich voor de tweede ronde; de overigen gingen door naar de herkansingen. De beste drie renners in de twee series van de tweede ronde plaatsten zich voor de finale.

## Resultaten

### Eerste ronde

#### Serie 1
| rang | naam              | land      | tijd   |   |
| ---- | ----------------- | --------- | ------ | - |
| 1    | Kristina Vogel    | Duitsland | 11.209 | Q |
| 2    | Anna Meares       | Australië | +0.002 | Q |
| 3    | Martha Bayona     | Colombia  | +0.066 | H |
| 4    | Anastasia Vojnova | Rusland   | +0.186 | H |
| 5    | Gong Jinjie       | China     | +0.368 | H |
| 6    | Monique Sullivan  | Canada    | +0.411 | H |

#### Serie 2
| rang | naam                | land          | tijd   |     |
| ---- | ------------------- | ------------- | ------ | --- |
| 1    | Wai Sze Lee         | Hongkong      | 11.470 | Q   |
| 2    | Zhong Tianshi       | China         | +0.212 | Q   |
| 3    | Darja Sjmeleva      | Rusland       | +1.267 | H   |
| 4    | Laurine van Riessen | Nederland     | +3.929 | H   |
| 5    | Tania Calvo         | Spanje        | DNF    | DNF |
| 6    | Virginie Cueff      | Frankrijk     | DNF    | DNF |
| 7    | Olivia Podmore      | Nieuw-Zeeland | DNF    | DNF |

#### Serie 3
| rang | naam               | land             | tijd   |   |
| ---- | ------------------ | ---------------- | ------ | - |
| 1    | Rebecca James      | Groot-Brittannië | 11.691 | Q |
| 2    | Lee Hye-Jin        | Zuid-Korea       | +0.017 | Q |
| 3    | Natasha Hansen     | Nieuw-Zeeland    | +0.018 | H |
| 4    | Helena Casas Roige | Spanje           | +0.092 | H |
| 5    | Stephanie Morton   | Australië        | +0.111 | H |
| 6    | Kate O'Brien       | Canada           | +0.244 | H |
| 7    | Miriam Welte       | Duitsland        | +0.477 | H |

#### Serie 4
| rang | naam               | land         | tijd   |   |
| ---- | ------------------ | ------------ | ------ | - |
| 1    | Elis Ligtlee       | Nederland    | 11.440 | Q |
| 2    | Simona Krupeckaitė | Litouwen     | +0.010 | Q |
| 3    | Lisandra Guerra    | Cuba         | +0.100 | H |
| 4    | Olga Ismayilova    | Azerbeidzjan | +0.256 | H |
| 5    | Shannon McCurley   | Ierland      | +0.431 | H |
| 6    | Sandie Clair       | Frankrijk    | +0.555 | H |
| 7    | Ljoebov Basova     | Oekraïne     |        | H |

#### Herkansingen
| rang | naam             | land         | tijd   |   |
| ---- | ---------------- | ------------ | ------ | - |
| 1    | Martha Bayona    | Colombia     | 11.209 | Q |
| 2    | Stephanie Morton | Australië    | +0.085 |   |
| 3    | Virginie Cueff   | Frankrijk    | +0.144 |   |
| 4    | Olga Ismayilova  | Azerbeidzjan | +0.145 |   |

| rang | naam               | land     | tijd   |   |
| ---- | ------------------ | -------- | ------ | - |
| 1    | Ljoebov Basova     | Oekraïne | 11.647 | Q |
| 2    | Darja Sjmeleva     | Rusland  | +0.116 |   |
| 3    | Helena Casas Roige | Spanje   | +0.124 |   |
| 4    | Tania Calvo        | Spanje   | +0.199 |   |
| 5    | Monique Sullivan   | Canada   | +0.306 |   |

| rang | naam                | land          | tijd   |   |
| ---- | ------------------- | ------------- | ------ | - |
| 1    | Laurine van Riessen | Nederland     | 11.293 | Q |
| 2    | Natasha Hansen      | Nieuw-Zeeland | +0.001 |   |
| 3    | Gong Jinjie         | China         | +0.129 |   |
| 4    | Sandie Clair        | Frankrijk     | +0.800 |   |
| 5    | Miriam Welte        | Duitsland     | +1.669 |   |

| rang | naam              | land          | tijd   |   |
| ---- | ----------------- | ------------- | ------ | - |
| 1    | Anastasia Vojnova | Rusland       | 11.155 | Q |
| 2    | Kate O'Brien      | Canada        | +0.175 |   |
| 3    | Lisandra Guerra   | Cuba          | +0.260 |   |
| 4    | Shannon McCurley  | Ierland       | +0.268 |   |
| 5    | Olivia Podmore    | Nieuw-Zeeland | +0.423 |   |

### Tweede ronde

#### Serie 1
| rang | naam              | land       | tijd   |     |
| ---- | ----------------- | ---------- | ------ | --- |
| 1    | Kristina Vogel    | Duitsland  |        | Q   |
| 2    | Elis Ligtlee      | Nederland  | +0.398 | Q   |
| 3    | Anastasia Vojnova | Rusland    | +0.533 | Q   |
| 4    | Lee Hye-Jin       | Zuid-Korea | +1.046 |     |
| 5    | Zhong Tianshi     | China      | DSQ    | DSQ |
| 6    | Martha Bayona     | Colombia   | DNF    | DNF |

#### Serie 2
| rang | naam                | land             | tijd   |     |
| ---- | ------------------- | ---------------- | ------ | --- |
| 1    | Anna Meares         | Australië        |        | Q   |
| 2    | Rebecca James       | Groot-Brittannië | +0.011 | Q   |
| 3    | Ljoebov Basova      | Oekraïne         | +0.041 | Q   |
| 4    | Laurine van Riessen | Nederland        | +0.165 |     |
| 5    | Simona Krupeckaitė  | Litouwen         | +0.192 |     |
| 6    | Wai Sze Lee         | Hongkong         | DNF    | DNF |

### Finale
| rang   | naam              | land             | tijd   |  |
| ------ | ----------------- | ---------------- | ------ |  |
| Goud   | Elis Ligtlee      | Nederland        |        |  |
| Zilver | Rebecca James     | Groot-Brittannië | +0.033 |  |
| Brons  | Anna Meares       | Australië        | +0.038 |  |
| 4      | Anastasia Vojnova | Rusland          | +0.111 |  |
| 5      | Ljoebov Basova    | Oekraïne         | +0.152 |  |
| 6      | Kristina Vogel    | Duitsland        | +0.163 |  |

2012: Victoria Pendleton · 
2016: Elis Ligtlee · 
2020: Shanne Braspennincx · 
2024: Ellesse Andrews